# Palais Torlonia alla Lungara
Le palais Torlonia alla Lungara est un bâtiment néoclassique de Rome, situé sur la Via della Lungara dans le Trastevere, entre la Porta Settimiana et le Palais Corsini.
Le lieu est connu pour avoir accueilli le musée Torlonia, partiellement rouvert en 2016. Il s'agit actuellement d'un immeuble d'appartements.

## Histoire

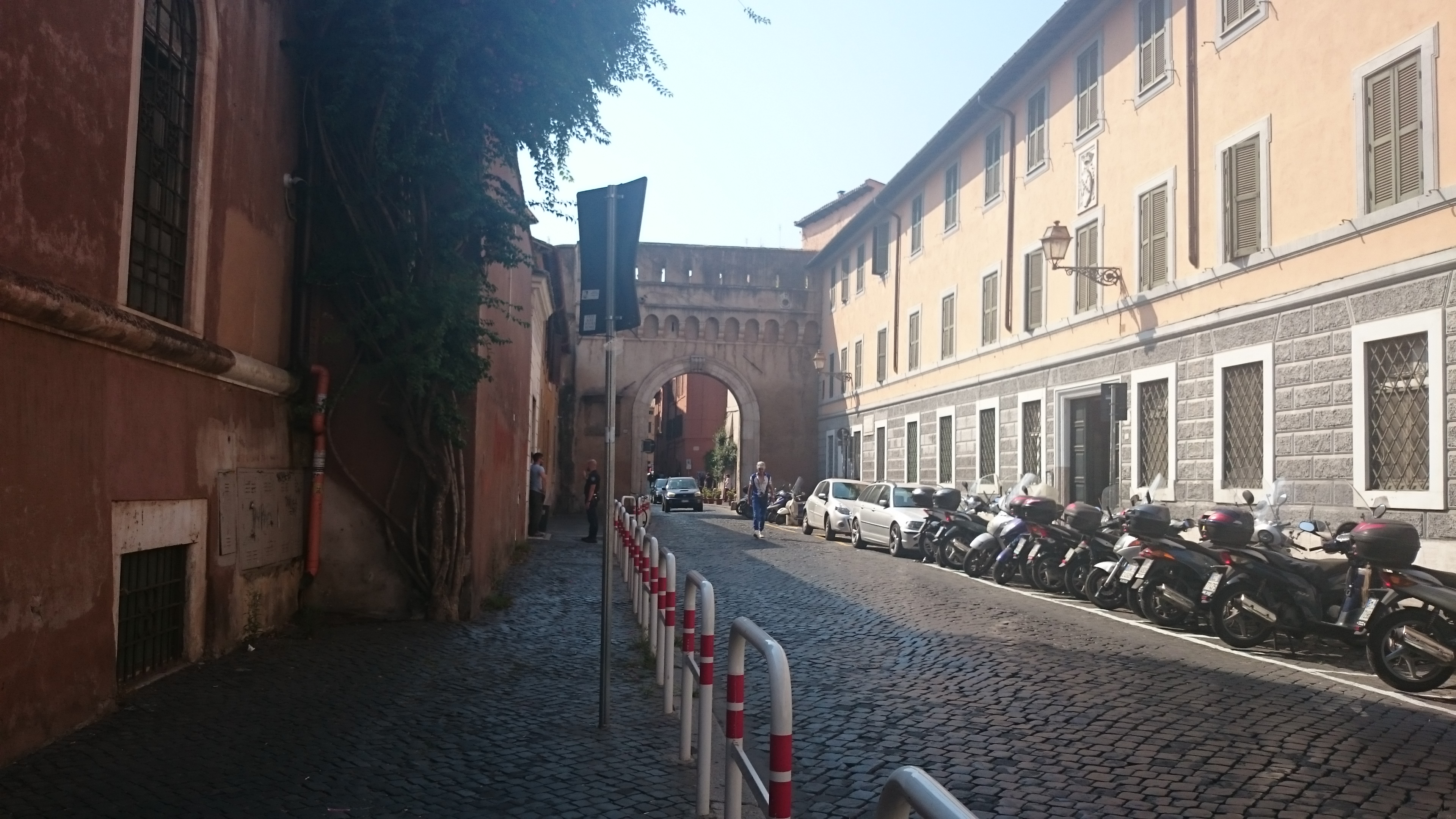
Vue du palais, à droite, vers la Porta Settimiana visible en arrière-plan.

La structure originale du bâtiment remonte au XVIIe siècle, à l'époque où il existait un entrepôt d'un moulin qui utilisait l'eau amenée au Janicule par l'aqueduc Acqua Paola pour mouvoir ses meules. Le bâtiment a été acheté au XIXe siècle par la famille Torlonia, qui en fit une de leurs résidences familiales, possédant déjà le palais Giraud-Torlonia sur la Via della Conciliazione, et le Palazzo Torlonia, aujourd'hui démoli, sur la Piazza Venezia (où se trouve aujourd'hui le Palazzo delle Assicurazioni Generali).
En 1859, sur ordre d'Alessandro Torlonia, l'intérieur du palais fut transformé en musée pour abriter la célèbre Collection Torlonia, une riche collection d'art, à l'époque le plus grand musée privé de Rome. La famille Torlonia s'est distinguée dans l'histoire de la ville au début du XIXe siècle pour avoir accumulé une énorme fortune grâce à ses activités commerciales et financières.
Dans les années 1960, le prince Alessandro Torlonia y transféra la collection, jusqu'alors exposée dans d'autres propriétés familiales non ouvertes au public. Après des décennies de conflit entre la famille et le gouvernement italien, une nouvelle exposition a été inaugurée en 2018 avec environ 90 des sculptures les plus représentatives de la collection, désormais représentées par la Fondation Torlonia.